# 今月の少女
今月の少女（こんげつのしょうじょ、朝: 이달의 소녀、イダレソニョ、英: LOONA、ルーナ、中: 本月少女、様式化: LOOΠΔ）は、韓国の12人組ガールズグループである。
BlockBerry Creativeに所属していた。グループ名の英語表記「LOONA」は、ハングル表記の「이달의소녀」の文字の最初の子音（ㅇㄷㅇㅅㄴ）を並べ替えると、アルファベットの「LOONA」の文字に似た「ㄴㅇㅇㄷㅅ」になることに由来する。日本のマスコミ報道では「今月の少女 (LOONA)」と表記されることが多い。
ファンクラブ名は「Orbit（オービット、朝: 오빛）」である。

## 概要
メンバー構成は、韓国人11人、香港人1人だった。2016年9月から原則として毎月1人ずつのペースで新しいメンバーを公開し、各メンバーによるソロ活動や2～4人前後のグループ内ユニットでの活動を経て、2018年8月にミニアルバム「[+ +]」のタイトル曲「Hi High」で12人全員の完全体としてデビューした。プレデビュー期間中では、各メンバーの名前をタイトルに冠したシングルCDが計12作品、グループ内ユニット「今月の少女（LOONA）1/3」「今月の少女（LOONA）ODD EYE CIRCLE」「今月の少女（LOONA）yyxy」 のミニアルバムが計5作品（このうちリパッケージアルバムは2作品）発表された。通常のアイドルグループは、「グループ→ユニット→ソロ」の順でデビューするが、今月の少女は「ソロ→ユニット→グループ」の順で登場した逆発想戦略である。
グループのコンセプトを立案したのは、チョン・ビョンギ（朝: 정병기、別名：ジェイデン・ジョン、英: Jaden Jeong、朝: 제이든정）である。チョンは10代の頃は趣味でブロガーとして音楽評論を書き、2000年頃から、アーティストの発掘や育成、アルバム企画・制作・曲目管理などを指揮する「A＆R」（Artists and Repertoire）として活動してきた。BROWN EYED SOUL、神話を皮切りに、数多くの人気グループに関わってきた。JYPエンターテインメント在籍時にはWonder Girls、2PM、2AM、Miss Aなどを手がけた。その後Woollimエンターテインメントの理事としてINFINITE、LOVELYZなどのプロデュースを手がけた後、2015年にはWoollimを離れ、今月の少女に関わった。2018年からはソニーミュージック・コリアの常務も務めていた。今月の少女におけるミュージックビデオでは、“Creative Director”“Music Producer”の肩書を名乗っていた。
チョンは「メンバーを順次一人ずつ公開し、3つのユニットで活動したのは、立体的なチームを作ろうとしたためだった」「今月の少女のプロジェクトは以前から計画しており、この企画案を実現できる事務所との出会いを待っていた」と語った。チョンは、このアイデアを三十数社の企画会社に持ち込んでいた。
チョンによると、グループの世界観「LOONAverse」を45のパートとして構想したが、Blockberry Creativeの経営陣と対立し、2019年に発表予定だったバラードアルバムの構想は破棄され、同年8月にグループのプロデュースから去った 。その後のチョンは、女性グループ「tripleS」を手がけるようになった。
2020年2月に発表された2ndミニアルバム「[#]」では、SMエンタテインメント創業者の李秀満が、音楽プロデューサーとして参加した。他の事務所の歌手のアルバムに参加したことは異例のことだった。今月の少女が、SM所属グループであるNCT 127の曲『Cherry Bomb』のダンスカバーを2019年5月に発表し、この動画を見て可能性があると判断したのがきっかけとされていた。しかし、その後に判明した所属事務所の経営悪化から推測すれば、グループ活動継続のための資金調達を李秀満に頼った可能性が高い。
今月の少女は、デビュー時の制作予算として99億ウォン（約10億円、公称）を投入し、各メンバーのデビュー時におけるソロ曲、ユニット曲のミュージックビデオでは、韓国トップクラスの映像集団Dejipediを起用し、フランス、イギリス、日本、アイスランド、香港、オーストラリアなど世界各地でロケを実施した。所属事務所であるブロックベリー・クリエイティブ を指揮している会社「リバイトユナイテッド」のイ・ジョンミョン代表によると、活動資金の調達では、アメリカ、日本、韓国の企業からの投資もあった。全体制作費用のうち50％以上は外部からの投資で、日本のIT企業Donutsも投資に参加した。
YouTubeの公式チャンネルでは、デビュー当初から「今月の少女探求（朝: 이달의소녀탐구、LOONA TV）」と題したシリーズの動画で、ミュージックビデオにおける撮影の舞台裏や、各メンバーのトークなどを数多く公開している。
2018年5月には、イベントプロモーション会社であるライブ・ネイションとの提携が発表され、韓国内や海外ツアーなどのライブにおける運営を委託した。
韓国のテレビ音楽番組では、Mnetで2020年3月12日に放送された音楽番組「M COUNTDOWN」で、初めて1位を獲得した（活動曲は、ミニアルバム「[#]（ハッシュ）」のタイトル曲「So What」）。
韓国企業評判研究所が発表している「ガールズグループブランド評判」ランキングでは、2020年3月に初めて1位を獲得した。
後述する契約トラブルにより、2023年に全員がBlockberry Creativeとの契約を終了してからは、それぞれヒジン、ハスル、キムリップ、ジンソル、チェリはMODHAUS、ヒョンジン、ヨジン、ビビ、ゴウォン、オリビアヘはCTD ENM、イヴは無所属後、2024年3月にPAIX PER MILに所属、チュウはATRPへ所属することとなった。
韓国以外での人気
グループ内ユニット「今月の少女（LOONA）ODD EYE CIRCLE」が2017年9月に発表したミニアルバム「Mix ＆ Match」は、アメリカではiTunesのK-POPアルバムチャートで2位。同アルバム収録の英語詞楽曲「LOONATIC」は、同じくiTunesのK-POP音源チャートで3位を獲得した。
2018年8月発表の、完全体としてのデビューミニアルバム「[+ +]」は、アメリカ、イギリス、カナダ、オーストラリア、シンガポール、フィリピンの計6ヶ国のiTunes K-POPアルバムチャートで1位を獲得、また。アメリカのビルボード・ワールドアルバムチャートでは4位にランクインした（いずれも最高順位）。リードシングル「favOriTe」のミュージックビデオは、YouTubeでの再生回数を国別に分析すると、アメリカ、韓国、ブラジルの順で多かった。
2019年2月発表のリパッケージアルバム「[× ×]」は、アメリカ、オーストリア、スペイン、フランスなど26ヶ国で、iTunesアルバムチャートで1位に。 アメリカ、カナダなど5ヶ国のiTunes Kポップチャートで1位を獲得した。同年10月18日には、アメリカのiTunesメインチャートで1位を獲得した。同チャートで韓国の女性グループが1位を獲得したのは、TWICE、Red Velvetに続いて史上3組目だった 。
2019年12月2日付の、アメリカ・iTunesのK-POPソングスチャートでは、クリスマスソングである「THE CAROL」（2016年、歌：ヒジン、ヒョンジン、ハスル）が1位になった 。
2019年12月発表のリードシングル「365」は、アメリカを含む22ヶ国のiTunesチャートで1位を記録した。これにより、アメリカのiTunesでは、シングル、アルバム両チャートで1位を記録したことになる。この記録は、K-POPグループの中ではBTSに次ぐ2番目だった。アメリカ・ビルボードワールドデジタルソングセールスチャートでは1位を獲得した。
2020年2月発表のミニアルバム「[#]」は、56ヶ国のiTunesアルバムチャートで1位になった。ビルボードワールドアルバムチャートで4位、リード曲「So What」は、ワールドデジタルセールスソングチャートで4位になった。
2020年4月に発表された、メンバーのジンソルによるソロ曲「As Time Goes」は、トルコ、シンガポール、フィンランド、アルゼンチン、タイ、メキシコなど30ヶ国・地域のiTunesチャートで首位を獲得した。アメリカ・ビルボードワールドデジタルソングセールスチャートでは2位を獲得した。
2020年8月1日には、アメリカ公式サイトがオープンした。
2020年10月発売のミニアルバム「[12:00]」は、アメリカ・ビルボードのメインチャート「ビルボード200」に、112位でランクインした。ビルボード200へのランクインは、BoA、少女時代、2NE1、TWICE、BLACKPINKに続く、K-POP女性アーティストとしては6番目の記録で、中小事務所所属のガールズグループとしては初だった。ビルボードでは、8つのチャートに登場した。アルバム発売3日で、iTunesのアルバムチャート51カ国1位、iTunesのアルバムチャートワールドワイド3日連続1位、米国ローリングストーン「トップ200」チャート2週連続ランクイン、イギリスオフィシャルチャートであるオフィシャルアルバムダウンロードチャートのトップ100入りなどを記録した。
アメリカのラジオネットワーク「i Heart Radio（アイハートラジオ）」が主催する年末音楽祭「Jingle Ball（ジングルボール）」の事前公演である「Jingle Ball Village（ジングルボール・ビレッジ）」2020年12月11日放送に出演した。事前に収録したライブとコメントが放送された。

## 経歴

### グループ結成前の芸能活動
2013年7月14日に放送された、ケーブルテレビ・tvNのバラエティー番組「きっと、うまくいく（朝: 세 얼간이）」の、整形していない女性を集めた企画「母胎美女アワード（朝: 모태미녀 어워즈）」に、ヒョンジンが出演した。これは、計10人の出演女性の中から、「最高の母胎美女」を投票で選ぶ企画だった。これをきっかけにスカウトされ、Polarisエンターテインメント傘下の養成施設「Mアカデミー」の練習生を経てデビューした。

### ソロ・ユニット活動時代

#### 2016年
ヒジン
- 9月26日、1人目のメンバー・ヒジンを公開[45][46]。
- 10月5日、シングル『HeeJin』でソロデビュー[45]。

ヒョンジン
- 10月28日、2人目のメンバー・ヒョンジンを公開[45][47]。
- 11月17日、シングル『HyunJin』でソロデビュー[45]。

ハスル
- 12月8日、3人目のメンバー・ハスルを公開[45][48]。
- 12月15日、シングル『HaSeul』でソロデビュー[45][49]。

#### 2017年
ヨジン
- 1月4日、4人目のメンバー・ヨジンを公開[45][50]。
- 1月16日、シングル『YeoJin』でソロデビュー[45]。

ビビ
- 2月13日、5人目のメンバー・ビビを公開[45][51]。
- 4月12日、シングル『ViVi』でソロデビュー[45][52][53]。

今月の少女（LOONA）1/3
- 3月10日、ヒジン、ヒョンジン、ハスル、ビビの4人が参加した最初のユニット「今月の少女（LOONA）1/3」の活動とミニアルバムの発売を発表[45]。
- 3月13日、ユニット「今月の少女（LOONA）1/3」の1stミニアルバム『Love & Live」』を発売[45][45][54][55]。
- 4月27日、ユニット「今月の少女（LOONA）1/3」の1stリパッケージアルバム『Love & Evil』を発売[45][56][57]。

キムリップ
- 5月15日、6人目のメンバー・キムリップを公開[45][58]。
- 5月23日、シングル『Kim Lip』でソロデビュー[45][59][60]。

ジンソル
- 6月13日、7人目のメンバー・ジンソルを公開[45][61]。
- 6月23日、シングル『JinSoul』でソロデビュー[45][62][63]。

チェリ
- 7月12日、8人目のメンバー・チェリを公開[45][64][65]。
- 7月28日、シングル『Choerry』でソロデビュー[45][66]。

今月の少女（LOONA）ODD EYE CIRCLE
- 8月30日、キムリップ、ジンソル、チェリの3人が参加した2つ目のユニット「今月の少女（LOONA）ODD EYE CIRCLE」の活動とミニアルバムの発売を発表[45][45][67][68]。
- 9月21日、ユニット「今月の少女（LOONA）ODD EYE CIRCLE」の1stミニアルバム『Mix & Match』を発売[45][69][70][71]。
- 10月27日、ユニット「今月の少女（LOONA）ODD EYE CIRCLE」の1stリパッケージアルバム『Max & Match』を発売[45][72][73][74]。
- 2018年3月17日、ソウル特別市・ロッテシネマワールドタワー内の映画館・スーパーフレックスG21館にて、「Cinema Theory：Up&Line」と題したイベントを2回公演で開催した。これは、グループの世界観に関する未公開の独占映像や、ミュージックビデオの上映、メンバーの舞台挨拶などで構成され、今月の少女（LOONA）ODD EYE CIRCLEのメンバー、キムリップ、ジンソル、チェリが参加した[75]。

イブ
- 11月14日、9人目のメンバー・イヴを公開[45][76]。
- 11月28日、シングル『Yves』でソロデビュー[45][77][78]。

チュウ
- 12月14日、10人目のメンバー・チュウを公開[45][79]。
- 12月28日、シングル『Chuu』でソロデビュー[45][80]。

#### 2018年

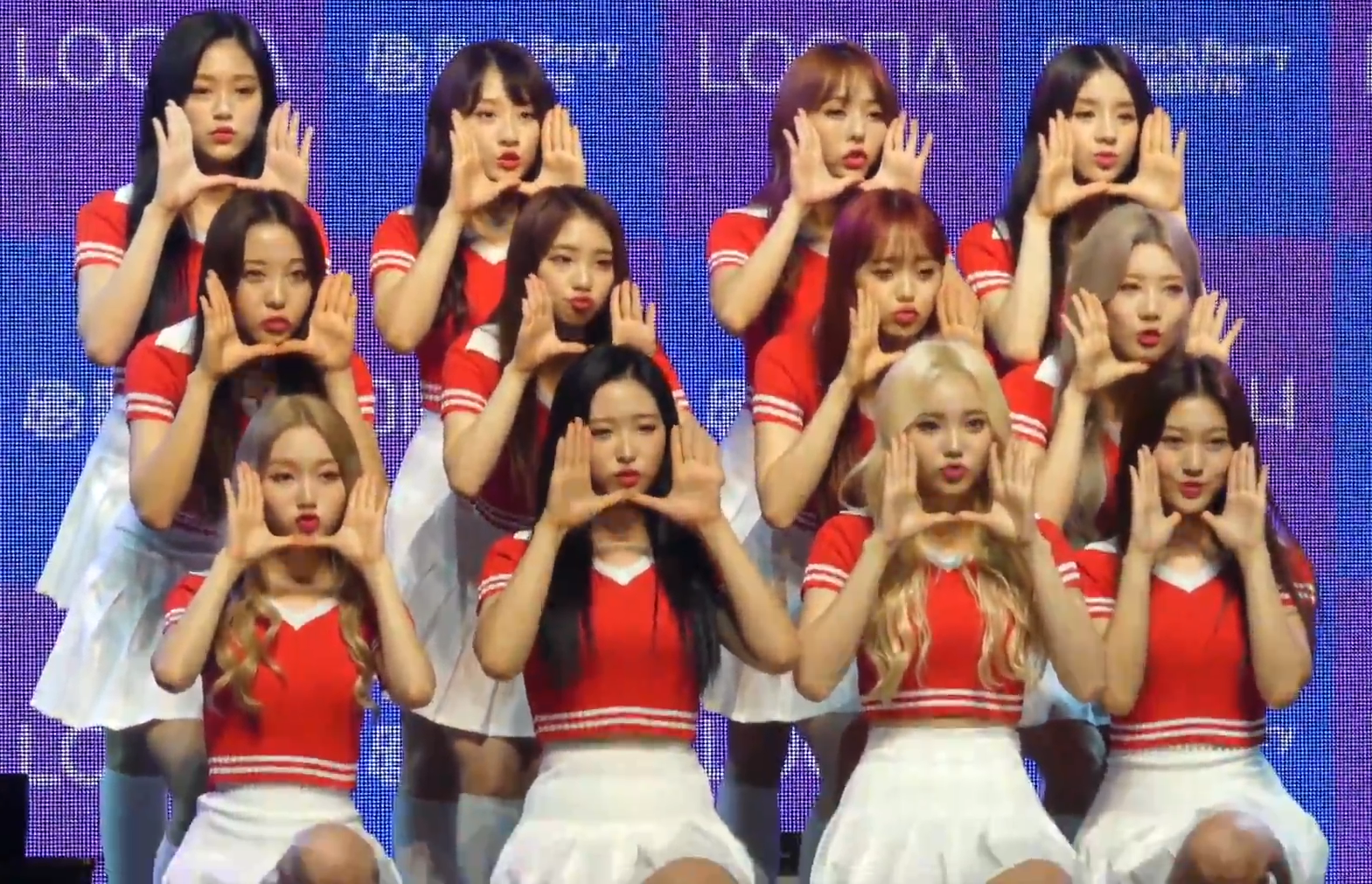
デビュー当初の今月の少女

ゴウォン
- 1月15日、11人目のメンバー・ゴウォンを公開[45][81]。
- 1月30日、シングル『Go Won』でソロデビュー[45][82][83]。
- 2月3日、ソウル特別市の映画館・ソウル劇場2館（シアター2）にて、ミュージックビデオを上映するイベント「今月の少女×深化学習班」を開催[84][85][86]。

オリビアヘ
- 3月17日、12人目のメンバーとしてオリビアヘを公開[45][87]。
- 3月30日、シングル『Olivia Hye』でソロデビュー[45][88][89][90]。

今月の少女（LOONA）yyxy
- 4月27日、イヴ、チュウ、ゴウォン、オリビアヘの4人が参加した3つ目のユニット「今月の少女（LOONA）yyxy」の活動とミニアルバムの発売を発表[45]。
- 5月30日、ユニット「今月の少女（LOONA）yyxy」の1stミニアルバム『beauty&thebeat』を発売[45]。

### グループ活動時代

#### 2018年
今月の少女（LOONA）12人完全体で活動開始。
- 6月2日・3日、12人がそろった初めてのライブ「PREMIER GREETING－Line＆Up」を、ソウル特別市のYES24ライブホールで開催[91]。
- 7月10日、ファンクラブ名である「Orbit（オービット、朝: 오빛）」を発表[4][5]。
- 8月7日 、リードシングル「favOriTe」を発売。
- 8月19日、デビュー前の単独コンサート「LOONAbirth」を、ソウル特別市のオリンピック公園内・オリンピックホールで開催[92]。
- 8月20日、1stミニアルバム『[+ +]』を発売し、デビューした。ソウル特別市・龍山区漢南洞ブルースクエアでデビューショーケースを開催。
- 11月23～25日、ソウル特別市・弘大のムーブホールで、ラジオコンサート「LOONA STUDIO in Seoul」を開催。3日間で計5回の公演[93]。

#### 2019年

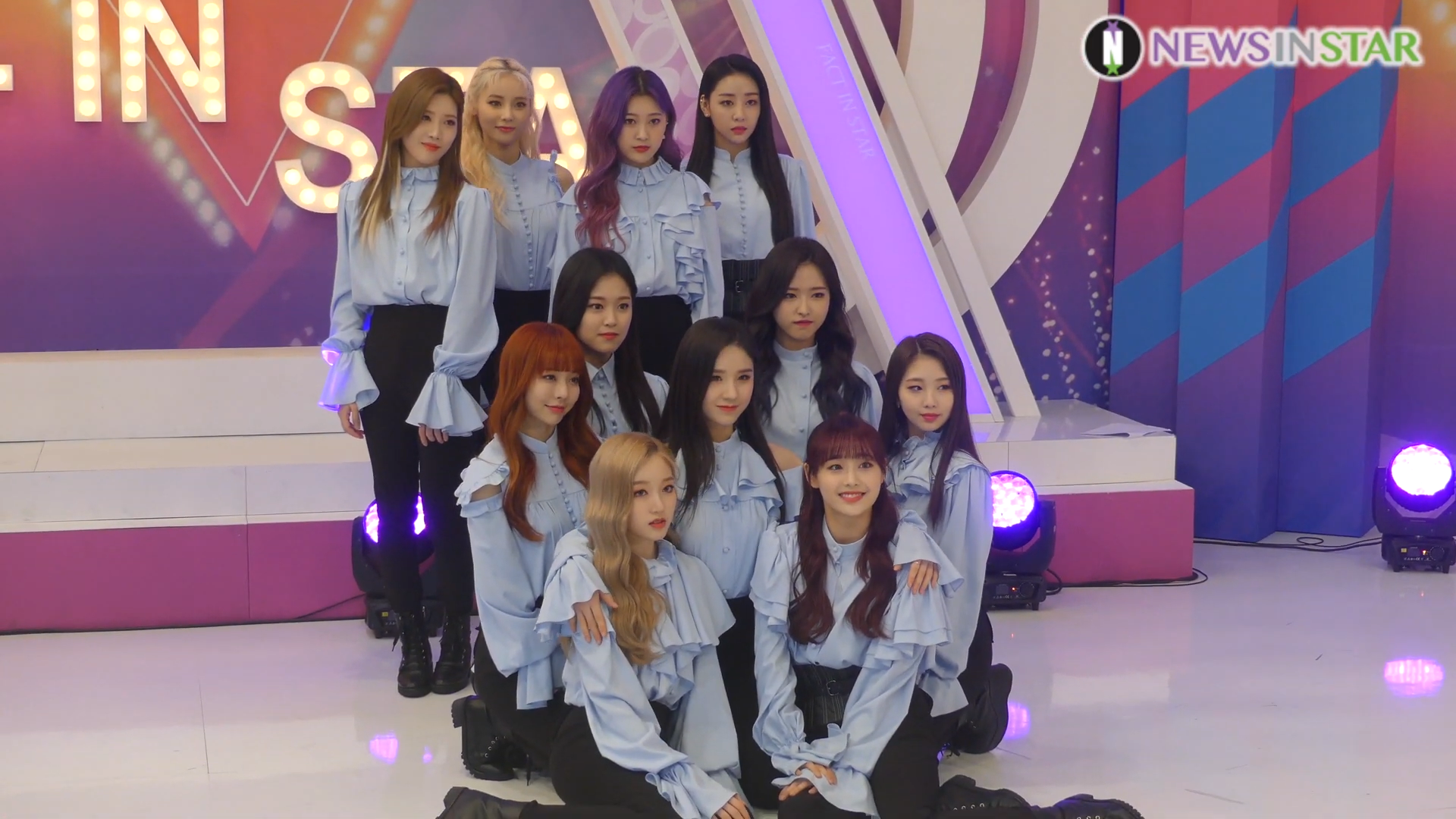
番組収録にて

- 2月16～17日、コンサート「LOONAVERSE」を、ソウル特別市のオリンピックホールで開催した[94]。
- 2月19日、1stリパッケージアルバム『[× ×]』を発売。
- 8月12日、MBCテレビ「2019 アイドル陸上大会」の収録に参加した[95]。
- 8月、アメリカ・ロサンゼルスで開催のK-POPフェス「KCON  2019 LA」で、16日の「KCON ROOKIES」[96]、17、18日の「M COUNTDOWN」コンサート[97]に出演した。グループ初の国外公演、アメリカ公演だった。
- 11月26日、ベトナム・ハノイ「ミーディン国立競技場」で開催の「2019 Asia Artist Awards」に出演[98]。
- 12月13日、リードシングル『365』を発売[99]。
- 12月14日、ソウル特別市のYES24ライブホールで、「PREMIER GREETING-Meet＆Up」を、2回公演で開催[100]。
- 12月16日、MBCテレビ「2020旧正月特集アイドルスター選手権大会」収録中に、メンバーのチュウが、番組スタッフに髪の毛を引っ張られた事件があった。番組側は謝罪した[101][102]。

#### 2020年

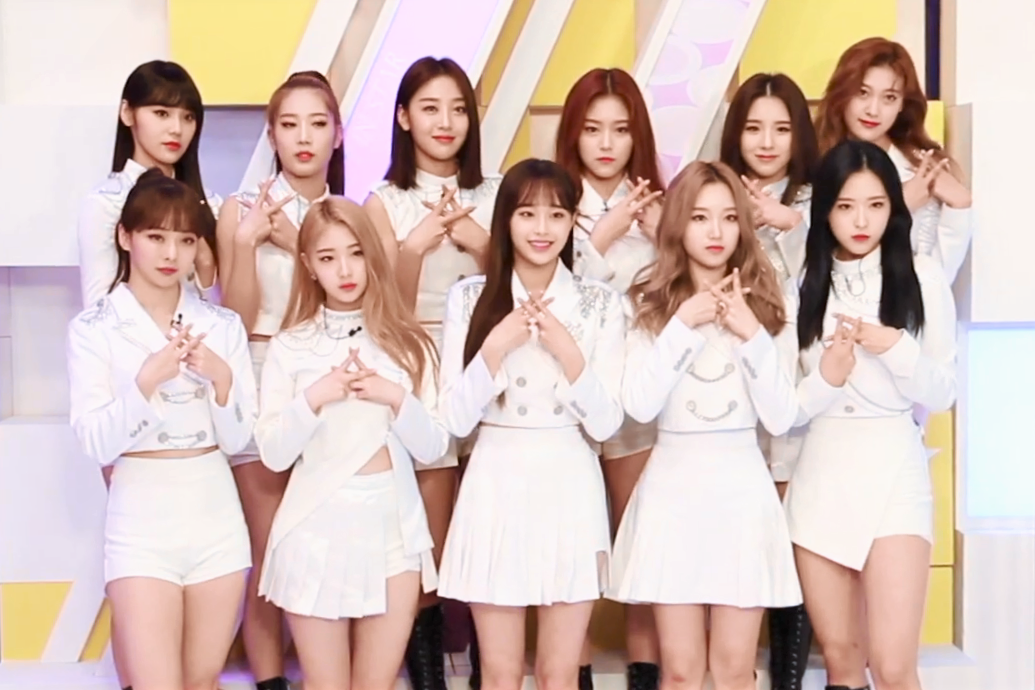
番組収録にて（ハスルは休養中のため不参加）

- 1月8日、所属事務所「BlockBerry Creative」がメンバーのハスルについて、心理不安のため活動を休止すると発表[103][104]。
- 2月5日、2ndミニアルバム『[#]』発売[105]。
- 10月19日、3rdミニアルバム『[12:00]』を発売。この活動でもハスルは不参加だった[106]。
- 10月20日、午前0時に、オンラインコンサート「LOOΠΔTHEWORLD: Midnight Festival」を開催[107]。

#### 2021年
- 6月2日、ミニアルバムを発売することと併せて、活動休止していたハスルの復帰が発表された[108]。
- 6月28日、4thミニアルバム『[&]』を発売[109][110]。同日、4thミニアルバム『[&]』に収録されている「PTT (Paint The Town)」の日本語バージョン『PTT (Paint The Town) Japanese Ver.』を配信限定で発売[111][112]。
- 10月20日、日本1stシングル『HULA HOOP/ StarSeed 〜カクセイ〜』を発売[注 3][114][115][113]。

#### 2022年
- 2月11日、3年ぶりの有観客ライブ「LOOΠΔVERSE：FROM 」を2日間にわたり開催[116]。メンバーのチュウは不参加だった。当時は健康上の理由とされていたが[117]、実際には後述する契約トラブルが原因だった。
- 3月31日〜6月2日、Mnet主催のカムバックサバイバル番組「Queendom 2」に出演[118]。第一次競演は全員の新型コロナウイルス感染により棄権したものの準優勝を記録[119][120]。
- 6月20日、サマースペシャルミニアルバム『Flip That』を発売[121]。同日発売記念ショーケースを開催[122]。
- 8月〜、 初のワールドツアー「2022 LOONA 1st World Tour : [LOONATHEWORLD]」をアメリカ・ロサンゼルスを筆頭に様々な地域でツアーを開催[123]。チュウはスケジュールの関係上不参加[124]。
- 9月28日、日本2ndシングル『LUMINOUS』をリリース。チュウはワールドツアーと同様スケジュールの関係上アルバムの活動には不参加である[125]。
- 11月25日、所属事務所Blockberry Creativeがチュウの脱退を発表した[126]。
- 11月28日、メンバーのヒジン、ハスル、ヨジン、キムリプ、ジンソル、チェリ、イヴ、ゴウォン、オリビアへがチュウに続く形で所属事務所BlockBerry Creativeを相手に専属契約の効力停止を求める仮処分申請をしたと報じられた。BlockBerry Creativeはこの報道を｢事実と異なる｣と否定した[127]。

#### 2023年
- 1月3日、オリジンアルバム『0』をリリース予定であったものの[128]、2022年12月22日に無期限延期が発表された[129]。
- 1月14日、メンバーであるヒジン、キムリップ、ジンソル、チェリが専属契約効力停止仮処分を求める訴訟で勝訴をし、ハスル、ヨジン、イブ、オリビアへ、ゴウォンが敗訴した。勝訴したメンバーは所属事務所であったBlockberry Creativeとの契約が終了[130]。
- 2月3日、訴訟に参加していなかったヒョンジンとビビも専属契約の効力停止を求める訴訟を発起[131][132]。
- 3月3日、初の日本公演「LOONA 1st Live “LOONATHEWORLD in TOKYO 2023」を立川ステージガーデンにて開催[133]。
- 3月17日、ヒジン、キムリップ、ジンソル、チェリが本名名義でMODHAUSに所属[134]。
- 5月9日、ヒョンジンとビビが事務所との訴訟に勝訴。
- 6月12日、ヒョンジンとビビがCTDENMと専属契約を締結[135]。
- 6月16日、同年1月に敗訴した5人（ハスル、ヨジン、イブ、オリビアへ、ゴウォン）による専属契約効力停止仮処分申請の控訴審で5人全員が勝訴した[136]。
- 6月21日、ハスルがMODHAUSと専属契約を締結。
- 7月5日、ヨジン、ゴウォン、オリビアヘがCTDENMと専属契約を締結[137]
- 7月12日、キムリップ、ジンソル、チェリによるユニットODD EYE CIRCLEがミニアルバム「Version Up」をリリース。
- 7月29日、ヒョンジン、ビビ、ヨジン、ゴウォン、ヘジュ（オリビアヘ）による「Orbit運動会」をソウル蚕室学生体育館にて開催[138]。
- 8月21日、CTDENMがヒョンジン、ビビ、ヨジン、ゴウォン、ヘジュによる新グループのデビューを予告[139]。

#### 2024年
- 3月8日、チュウがBlockberry Creativeとの契約の効力不存在確認訴訟の控訴審にて勝訴[140]。
- 3月15日、イブがPAIX PER MILと専属契約を締結[141]。

#### 日本での活動
「다녀가요 (Around You)」（2016年、歌：ヒョンジン）と「I'll Be There」（2016年、歌：ヒジン、ヒョンジン）のミュージックビデオは、東京で撮影された。
2019年5月末には、メンバーのヒジン、チュウが、tvN D ENT制作のインターネット番組「チュクネツアー（朝: 죽네투어）」の撮影が東京で実施された 。
イ・ジョンミョン代表は、2019年2月のインタビューで、日本では同年夏の活動の準備を進めていて、ユニバーサル ミュージックとの契約締結を用意していると述べていた。
2019年8月初頭にはメンバー全員が来日し、1日にはアマゾンジャパン 、2日にはスポティファイジャパンのオフィスを訪問した。
千葉市の幕張メッセで開催される「KCON 2020 JAPAN」では、4月5日に出演予定だったが、新型コロナウイルスの影響で中止された。
2020年5月24日には、日本向けオフィシャルファンクラブ「Orbit Japan」が設立された。
2021年6月27日、9月15日にユニバーサルミュージック内レーベル「EMI Records」より日本デビューすることを発表。
日本1stシングル『HULA HOOP/ StarSeed 〜カクセイ〜』収録の「HULA HOOP」作詞はAKIRA、編曲はRyan S. Jhunが担当し、「StarSeed 〜カクセイ〜」の作詞はSILENT SIRENのすぅ、編曲は、SILENT SIRENのサウンドプロデューサーのクボナオキが担当している。
2022年9月28日、日本2ndシングル「LUMINOUS」をリリース。
2023年3月3日、前年ビザの許可申請がおりなかったことによって無期限延期状態になっていた初の日本単独公演「LOONA 1st Live“LOONATHEWORLD in TOKYO”」を開催した。

## メンバー
| 画像 | 芸名                              | 誕生日                 | 本名             | 本名     | 本名   | 本名          | 出生地                    | デビュー日     | 現所属グループ | 備考                                                                        |
| 画像 | 芸名                              | 誕生日                 | 仮名             | ハングル | 漢字   | ローマ字      | 出生地                    | デビュー日     | 現所属グループ | 備考                                                                        |
| ---- | --------------------------------- | ---------------------- | ---------------- | -------- | ------ | ------------- | ------------------------- | -------------- | -------------- | --------------------------------------------------------------------------- |
|      | ヒジン 희진 HeeJin                | 2000年10月19日（24歳） | チョン・ヒジン   | 전희진   | 田姬振 | Jeon Heejin   | 韓国 忠清南道論山市       | 2016年10月5日  | ARTMS          | - 象徴動物：ウサギ - 出身地： 韓国 大田広域市                               |
|      | ヒョンジン 현진 HyunJin           | 2000年11月15日（24歳） | キム・ヒョンジン | 김현진   | 金賢眞 | Kim Hyunjin   | 韓国 ソウル特別市         | 2016年11月7日  | Loossemble     | - 象徴動物：猫 - 出身地： 韓国 京畿道利川市                                 |
|      | ハスル 하슬 HaSeul                | 1997年8月18日（27歳）  | チョ・ハスル     | 조하슬   | 曺하슬 | Jo Haseul     | 韓国 全羅南道順天市       | 2016年12月15日 | ARTMS          | - 象徴動物：白い鳥 - リーダー（LOONA 1/3） - 出身地： 韓国 全羅南道宝城郡 - |
|      | ヨジン 여진 YeoJin                | 2002年11月11日（22歳） | イム・ヨジン     | 임여진   | 林汝眞 | Im Yeojin     | 韓国 大邱広域市寿城区     | 2017年1月16日  | Loossemble     | - 象徴動物：カエル                                                          |
|      | ビビ 비비 ViVi                    | 1996年12月9日（28歳）  | ホアン・カーヘイ | -        | 黄珈熙 | Wong Ga-Hei   | イギリス領香港 屯門区     | 2017年4月17日  | Loossemble     | - 象徴動物：鹿 -                                                            |
|      | キムリップ 김립 Kim Lip           | 1999年2月10日（26歳）  | キム・ジョンウン | 김정은   | 金定恩 | Kim Jeongeun  | 韓国 忠清北道清州市       | 2017年5月23日  | ARTMS          | - 象徴動物：フクロウ - 象徴カラー： 赤 - リーダー（LOONA ODD EYE CIRCLE） - |
|      | ジンソル 진솔 JinSoul             | 1997年6月13日（28歳）  | チョン・ジンソル | 정진솔   | 鄭眞率 | Jeong Jinsoul | 韓国 ソウル特別市東大門区 | 2017年6月26日  | ARTMS          | - 象徴動物：ブルーベタ - 象徴カラー： 青、 黒 -                             |
|      | チェリ 최리 Choerry               | 2001年6月4日（24歳）   | チェ・イェリム   | 최예림   | 崔𣫙冧 | Choi Yerim    | 韓国 京畿道富川市         | 2017年7月28日  | ARTMS          | - 象徴動物：フルーツコウモリ - 象徴カラー： 紫、 白 -                       |
|      | イヴ 이브 Yves                    | 1997年5月24日（28歳）  | ハ・スヨン       | 하수영   | 河秀映 | Ha Sooyoung   | 韓国 釜山広域市金井区     | 2017年11月28日 | -              | - 象徴動物：白鳥 - 象徴果物：りんご - リーダー（LOONA yyxy） -              |
|      | チュウ 츄 Chuu                    | 1999年10月20日（25歳） | キム・ジウ       | 김지우   | 金智雨 | Kim Jiwoo     | 韓国 忠清北道清州市       | 2017年12月28日 | -              | - 脱退日：2022年11月25日 - 象徴動物：ペンギン - 象徴果物：いちご -          |
|      | ゴウォン 고원 Go Won              | 2000年11月19日（24歳） | パク・チェウォン | 박채원   | 朴彩嫚 | Park Chaewon  | 韓国 仁川広域市中区       | 2018年1月30日  | Loossemble     | - 象徴動物：蝶 - 象徴果物：パイナップル -                                   |
|      | オリビアヘ 올리비아 혜 Olivia Hye | 2001年11月13日（23歳） | ソン・ヘジュ     | 손혜주   | 孫慧舟 | Son Hyeju     | 韓国 京畿道議政府市       | 2018年3月30日  | Loossemble     | - 象徴動物：狼 - 象徴果物：プラム -                                         |

### メンバーの変遷
|            | 年 | 2016 | 2016 | 2016 | 2017 | 2017 | 2017 | 2017 | 2017 | 2017 | 2017 | 2018 | 2018 | 2019～21 | 2019～21 | 2019～21 | 2022 | 2022 | 2023 | 2023 |
| 月         | 10 | 11   | 12   | 1    | 4    | 5    | 6    | 7    | 11   | 12   | 1    | 3    |      |          |          |          | 11   | 3    |      |      |
| ヒジン     |    |      |      |      |      |      |      |      |      |      |      |      |      |          |          |          |      |      |      |      |
| ヒョンジン |    |      |      |      |      |      |      |      |      |      |      |      |      |          |          |          |      |      |      |      |
| ハスル     |    |      |      |      |      |      |      |      |      |      |      |      |      |          |          |          |      |      |      |      |
| ヨジン     |    |      |      |      |      |      |      |      |      |      |      |      |      |          |          |          |      |      |      |      |
| ビビ       |    |      |      |      |      |      |      |      |      |      |      |      |      |          |          |          |      |      |      |      |
| キムリップ |    |      |      |      |      |      |      |      |      |      |      |      |      |          |          |          |      |      |      |      |
| ジンソル   |    |      |      |      |      |      |      |      |      |      |      |      |      |          |          |          |      |      |      |      |
| チェリ     |    |      |      |      |      |      |      |      |      |      |      |      |      |          |          |          |      |      |      |      |
| イヴ       |    |      |      |      |      |      |      |      |      |      |      |      |      |          |          |          |      |      |      |      |
| チュウ     |    |      |      |      |      |      |      |      |      |      |      |      |      |          |          |          |      |      |      |      |
| ゴウォン   |    |      |      |      |      |      |      |      |      |      |      |      |      |          |          |          |      |      |      |      |
| オリビアヘ |    |      |      |      |      |      |      |      |      |      |      |      |      |          |          |          |      |      |      |      |

## ユニット

### 今月の少女（LOONA）1/3

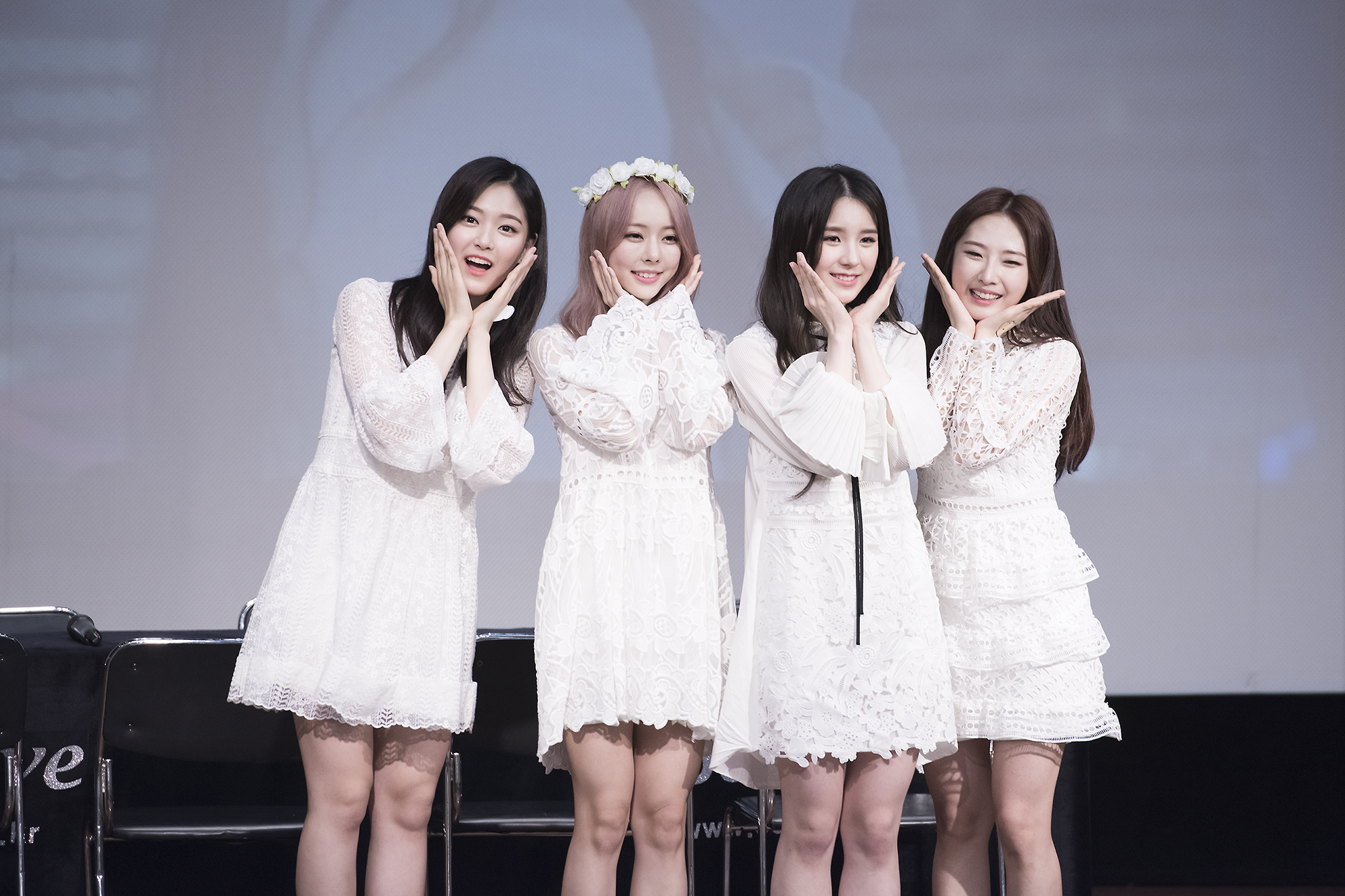
今月の少女（LOONA）1/3（2017年4月30日）

- 『이달의 소녀 / 今月の少女（LOONA）1/3』（こんげつのしょうじょ さんぶんのいち、朝: 이달의 소녀 3분의 1、英: LOONA 1/3、様式化: LOOΠΔ 1/3）
  - メンバー：ヒョンジン、ハスル（リーダー）、ビビ
  - 元メンバー：ヒジン
  - 活動期間：2017年 -
  - レーベル：Stone Music Entertainment[注 14]

### 今月の少女（LOONA）ODD EYE CIRCLE

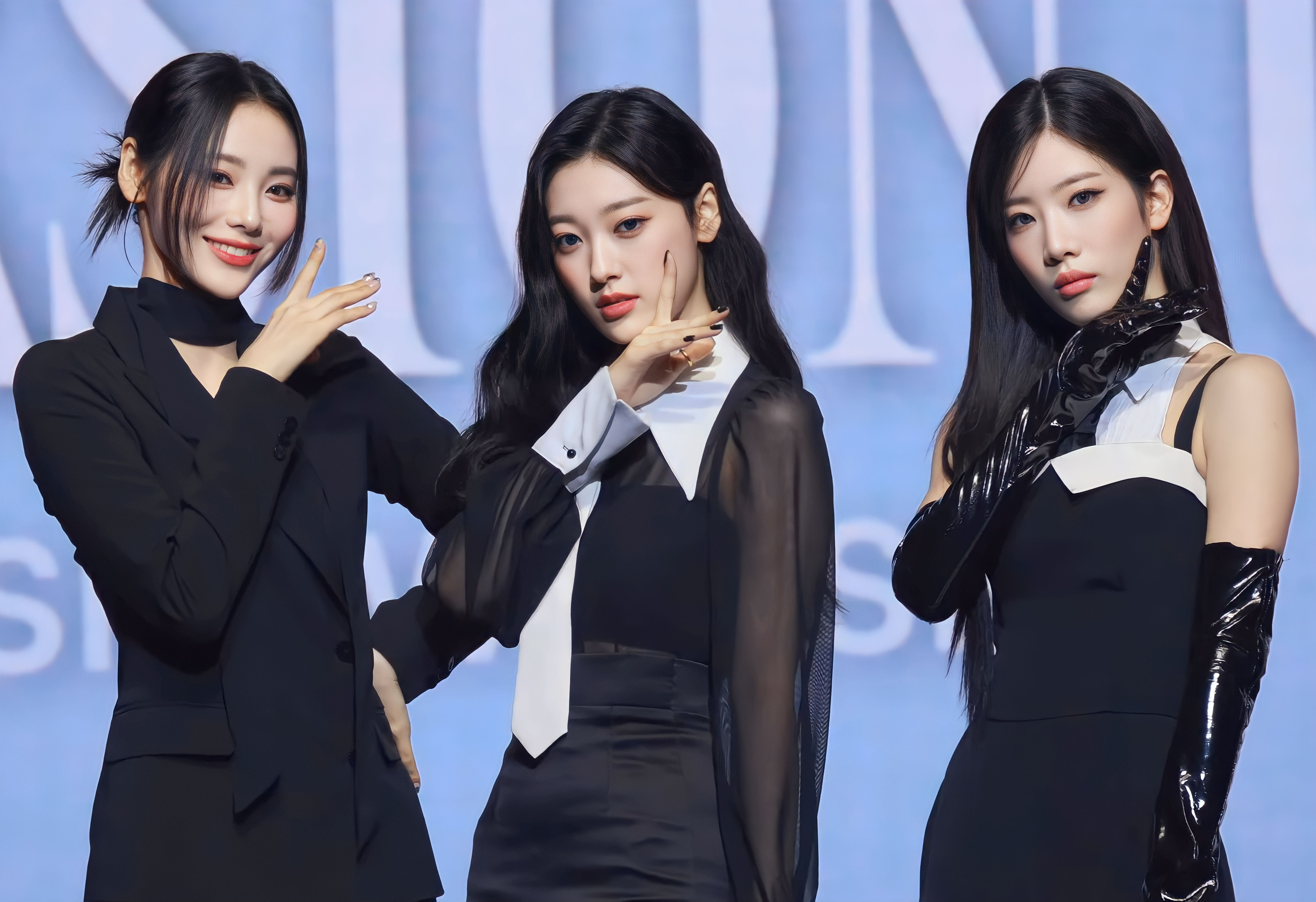
左からジンソル、チェリ、キムリップ（2023年7月12日）

- 『이달의 소녀 / 今月の少女（LOONA）ODD EYE CIRCLE』（こんげつのしょうじょ オッドアイサークル、朝: 이달의 소녀 오드 아이 써클、英: LOONA ODD EYE CIRCLE、様式化: LOOΠΔ ODD EYE CIRCLE）
  - メンバー：キムリップ（リーダー）、ジンソル、チェリ
  - 活動期間：2017年 -
  - レーベル：Windmill Media → Kakao Entertainment
  - 略称は「OEC」

### 今月の少女（LOONA）yyxy

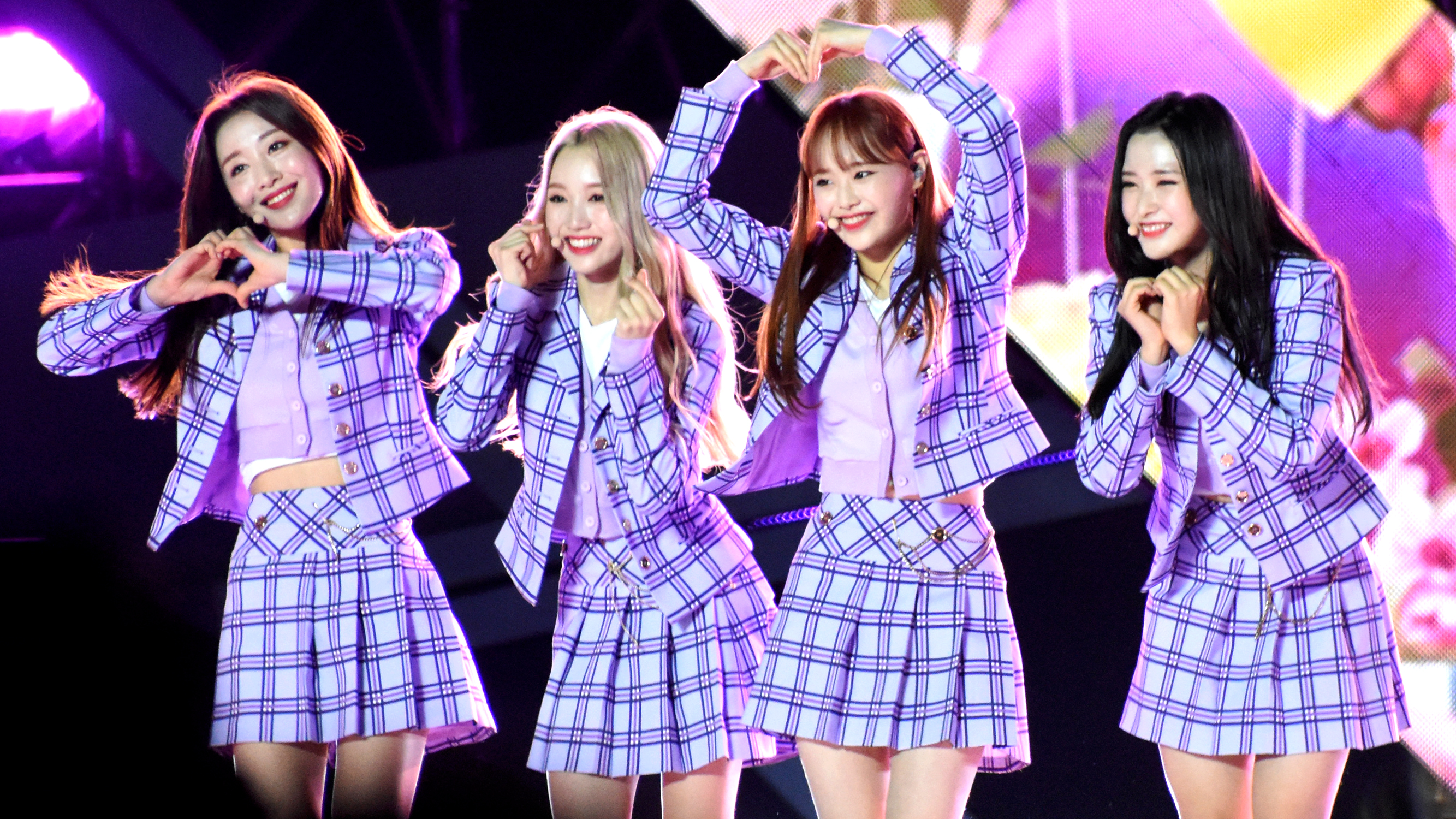
今月の少女（LOONA）yyxy（2018年9月2日）

- 『이달의 소녀 / 今月の少女（LOONA）yyxy』（こんげつのしょうじょ ワイワイバイワイ、朝: 이달의 소녀 와이와이바이와이、英: LOONA yyxy、様式化: LOOΠΔ yyxy）[177]
  - メンバー：イヴ（リーダー）、ゴウォン、オリビアヘ
  - 元メンバー：チュウ
  - 活動期間：2018年 -
  - レーベル：Windmill Media[注 15]

各ユニットの設定では、以下のような世界観を持っている。
- 1/3は、地球に住む現実的な少女たちの組み合わせで、少女たちは道路や学校で遭遇しそうな現実の中の話を込める。
- ODD EYE CIRCLEは、地球と宇宙の中間系に位置し、ミュータントあるいは変種の少女たちが集まり、愛を待つよりは勝ち取る。
- yyxyは、理想郷「エデン」の空間に存在する少女たちがタブーを拒否して[178]自分だけの自我を探す冒険の旅に出る。少女たちは信頼（faith）、希望（hope）、愛（love）、怒り（anger）という各自ごとの感情が集まって1つのyyxyという存在になる。

なお、前述した3つのユニットでは、最年少メンバーであるヨジンは参加しなかった。また、各メンバーのソロシングルにおけるカップリング楽曲では、曲ごとに2～3人のメンバーが一緒に歌唱した楽曲もある。
| 名前       | 1/3    | ODD EYE CIRCLE | yyxy   |
| ---------- | ------ | -------------- | ------ |
| ヒョンジン | ●      |                |        |
| ハスル     | ●      |                |        |
| ヨジン     | 不参加 | 不参加         | 不参加 |
| ビビ       | ●      |                |        |
| イヴ       |        |                | ●      |
| ゴウォン   |        |                | ●      |
| オリビアヘ |        |                | ●      |
| ヒジン     | ●      |                |        |
| キムリップ |        | ●              |        |
| ジンソル   |        | ●              |        |
| チェリ     |        | ●              |        |
| チュウ     |        |                | ●      |

## ディスコグラフィー

### 今月の少女（LOONA）

#### 韓国

##### ミニアルバム
| No. | タイトル                   | 収録曲 | Gaon チャート （週間） | 売上枚数 |
| --- | -------------------------- | --- | ---------------------- | -------- |
| 1st | [+ +] （2018年8月20日）    | 1. Hi High 2. favOriTe 3. 열기 (Heat) 4. Perfect Love 5. Stylish                                                                           | 2位                    | 41,583枚 |
| 2nd | [#] （2020年2月5日）       | 1. So What 2. Number 1 3. Oh (Yes I Am) 4. 땡땡땡 (Ding Ding Dong) 5. 365 6. Day and Night ※限定盤A・Bのみ収録                             | 2位                    | 79,797枚 |
| 3rd | [12:00] （2020年10月19日） | 1. 12:00 2. Why Not? 3. 목소리 (Voice) 4. 기억해 (Fall Again) 5. Universe 6. 숨바꼭질 (Hide & Seek) 7. OOPS! 8. Star (목소리 English Ver.) | 4位                    | 85,627枚 |
| 4th | [&] （2021年6月28日）      | 1. PTT (Paint the Town) 2. WOW 3. Be Honest 4. Dance On My Own 5. A Different Night 6. U R                                                 | 4位                    | 90,564枚 |

##### リパッケージアルバム
| No. | タイトル                | 収録曲 | Gaon チャート （週間） | 売上枚数 |
| --- | ----------------------- | --- | ---------------------- | -------- |
| 1st | [× ×] （2019年2月19日） | 1. Butterfly 2. 위성 (Satellite) 3. Curiosity 4. 색깔 (Colors) 5. Where You At 6. Stylish 7. Perfect Love 8. 열기 (Heat) 9. favOriTe 10. Hi High | 3位                    | 26,563枚 |

##### リードシングル
| No. | タイトル                  | 収録曲      | 備考                               |
| --- | ------------------------- | ----------- | ---------------------------------- |
| 1st | favOriTe （2018年8月7日） | 1. favOriTe | - 1stミニアルバム「[+ +]」に収録。 |
| 2nd | 365 （2019年12月13日）    | 1. 365      | - 2ndミニアルバム「[#]」に収録。   |

##### スペシャルアルバム
| No. | タイトル                    | 収録曲                                                                     | Gaon チャート （週間） | 売上枚数 |
| --- | --------------------------- | -------------------------------------------------------------------------- | ---------------------- | -------- |
| 1st | Flip That （2022年6月20日） | 1. The Journey 2. Flip That 3. Need U 4. POSE 5. Pale Blue Dot 6. Playback |                        |          |

##### オリジンアルバム
| No. | タイトル                         | 収録曲                                                       | Gaon チャート （週間） | 売上枚数 |
| --- | -------------------------------- | ------------------------------------------------------------ | ---------------------- | -------- |
| 1st | [0] （2023年1月3日、無期限延期） | 1. 0 2. FREESM 3. Comet 4. B.U.R.N (Be U Right Now) 5. Flash |                        |          |

##### 未発表楽曲
- La Maison LOONA - 各グループ内ユニット一曲のバラードが入ったバラードアルバム。2019年9月にティザーを発表したもののハスルの休養、統括プロデューサーの解任により企画倒れ[189]。

#### 日本

##### シングル
| No. | タイトル                                            | 収録曲                                                                                                | DVD収録 | オリコン チャート （週間） | 売上枚数 |
| --- | --------------------------------------------------- | --- | --- | -------------------------- | -------- |
| 1st | HULA HOOP/ StarSeed 〜カクセイ〜 （2021年10月20日） | 1. HULA HOOP 2. StarSeed 〜カクセイ〜 3. PTT (Paint The Town) Japanese Ver. 4. HULA HOOP citypop Ver. | - 初回限定盤A 1. StarSeed ～カクセイ～ Music Video 2. HULA HOOP Making - 初回限定盤B 1. LOONA Channel vol. 1 | 6位                        | 11,977枚 |

##### 配信限定
| No. | タイトル                                             | 収録曲                                |
| --- | ---------------------------------------------------- | ------------------------------------- |
| 1st | PTT (Paint The Town) Japanese Ver. （2021年6月28日） | 1. PTT (Paint The Town) Japanese Ver. |

### ソロ・ユニット

#### ソロ

##### シングル
- すべてのシングルは「이달의 소녀 / 今月の少女 (LOONA)」名義。
- 注釈がない楽曲はシングルタイトル本人によるソロ楽曲、ある楽曲はユニット楽曲。

| No.        | タイトル                     | 収録曲                                                                       | Gaon チャート （週間） | 売上枚数 |
| ヒジン     | ヒジン                       | ヒジン                                                                       | ヒジン                 | ヒジン   |
| ---------- | ---------------------------- | ---------------------------------------------------------------------------- | ---------------------- | -------- |
| 1st        | HeeJin （2016年10月5日）     | 1. ViViD 2. ViViD (Acoustic Ver.)                                            | 31位                   | 657枚    |
| ヒョンジン |                              |                                                                              |                        |          |
| 1st        | HyunJin （2016年11月17日）   | 1. I'll Be There 2. 다녀가요 (Around You)                                    | 28位                   | 1,193枚  |
| ハスル     |                              |                                                                              |                        |          |
| 1st        | HaSeul （2016年12月15日）    | 1. The Carol 2. 소년, 소녀 (Let Me In)                                       | 31位                   | 1,146枚  |
| ヨジン     |                              |                                                                              |                        |          |
| 1st        | YeoJin （2017年1月16日）     | 1. 키스는 다음에 (Kiss Later) 2. My Sunday 3. My Melody                      | 21位                   | 1,523枚  |
| ビビ       |                              |                                                                              |                        |          |
| 1st        | ViVi （2017年4月17日）       | 1. Everyday I Love You (Feat. HaSeul) 2. Everyday I Need You (Feat. JinSoul) | 14位                   | 1,666枚  |
| キムリップ |                              |                                                                              |                        |          |
| 1st        | Kim Lip （2017年5月23日）    | 1. Eclipse (Prod. by Daniel Obi Klein) 2. Twilight (Prod. by Cha Cha Malone) | 14位                   | 1,410枚  |
| ジンソル   |                              |                                                                              |                        |          |
| 1st        | JinSoul （2017年6月26日）    | 1. Singing in the Rain 2. Love Letter                                        | 18位                   | 1,410枚  |
| チェリ     |                              |                                                                              |                        |          |
| 1st        | Choerry （2017年7月28日）    | 1. Love Cherry Motion 2. Puzzle                                              | 13位                   | -        |
| イヴ       |                              |                                                                              |                        |          |
| 1st        | Yves （2017年11月28日）      | 1. new 2. D-1                                                                | 18位                   | 2,411枚  |
| チュウ     |                              |                                                                              |                        |          |
| 1st        | Chuu （2017年12月28日）      | 1. Heart Attack 2. Girl's Talk                                               | 8位                    | 17,680枚 |
| ゴウォン   |                              |                                                                              |                        |          |
| 1st        | Go Won （2018年1月30日）     | 1. One & Only 2. See Saw (Feat. Kim Lip)                                     | 13位                   | 3,497枚  |
| オリビアヘ |                              |                                                                              |                        |          |
| 1st        | Olivia Hye （2018年3月30日） | 1. Egoist (Feat. JinSoul) 2. Rosy (Feat. HeeJin)                             | 11位                   | 2,078枚  |

#### ユニット

##### ミニアルバム
| No.                               | タイトル                         | 収録曲 | Gaon チャート （週間） | 売上枚数               |
| 今月の少女（LOONA）1/3            | 今月の少女（LOONA）1/3           | 今月の少女（LOONA）1/3 | 今月の少女（LOONA）1/3 | 今月の少女（LOONA）1/3 |
| --------------------------------- | -------------------------------- | --- | ---------------------- | ---------------------- |
| 1st                               | Love & Live （2017年3月13日）    | 1. Into the New Heart (Guitar By 김정모 of TRAX) 2. 지금, 좋아해 (Love & Live) 3. You and Me Together 4. Fairy Tale 5. 3월을 기다려 (Valentine Girl) | 10位                   | 1,060枚                |
| 1st                               | Love & Live （2017年3月13日）    | 1. Into the New Heart (Guitar By 김정모 of TRAX) 2. 지금, 좋아해 (Love & Live) 3. You and Me Together 4. Fairy Tale 5. 3월을 기다려 (Valentine Girl) | 10位                   | 867枚                  |
| 今月の少女（LOONA）ODD EYE CIRCLE |                                  | |                        |                        |
| 1st                               | Mix & Match （2017年9月21日）    | 1. ODD 2. Girl Front 3. LOONATIC 4. Chaotic 5. Starlight                                                                                             | 16位                   | 2,718枚                |
| 2nd                               | Version Up （2023年7月12日）     | 1. 기다렸어? 2. Air Force One 3. Je Ne Sais Quoi 4. Lucid 5. Love Me Like 6. My Secret Playlist                                                      |                        |                        |
| 今月の少女（LOONA）yyxy           |                                  | |                        |                        |
| 1st                               | beauty&thebeat （2018年5月30日） | 1. dal segno 2. love4eva (Feat. Grimes) 3. frozen 4. one way 5. rendezvous 18.6y                                                                     | 4位                    | 13,000枚               |

##### リパッケージアルバム
| No.                               | タイトル                       | 収録曲 | Gaon チャート （週間） | 売上枚数               |
| 今月の少女（LOONA）1/3            | 今月の少女（LOONA）1/3         | 今月の少女（LOONA）1/3 | 今月の少女（LOONA）1/3 | 今月の少女（LOONA）1/3 |
| --------------------------------- | ------------------------------ | --- | ---------------------- | ---------------------- |
| 1st                               | Love & Evil （2017年4月27日）  | 1. Love & Evil 2. 알 수 없는 비밀 (Sonatine) 3. 비의 목소리 51db (Rain 51db) 4. 지금, 좋아해 (Love & Live) 5. You and Me Together 6. Fairy Tale 7. 3월을 기다려 (Valentine Girl) 8. 지금, 좋아해 (Love & Live) (Remix) ※通常盤のみ収録 9. You and Me Together (Remix) ※限定盤のみ収録 | 26位                   | 1,060枚                |
| 1st                               | Love & Evil （2017年4月27日）  | 1. Love & Evil 2. 알 수 없는 비밀 (Sonatine) 3. 비의 목소리 51db (Rain 51db) 4. 지금, 좋아해 (Love & Live) 5. You and Me Together 6. Fairy Tale 7. 3월을 기다려 (Valentine Girl) 8. 지금, 좋아해 (Love & Live) (Remix) ※通常盤のみ収録 9. You and Me Together (Remix) ※限定盤のみ収録 | 34位                   | 867枚                  |
| 今月の少女（LOONA）ODD EYE CIRCLE |                                | |                        |                        |
| 1st                               | Max & Match （2017年10月31日） | 1. ADD 2. Sweet Crazy Love 3. Uncover 4. Girl Front 5. LOONATIC 6. Chaotic 7. Starlight 8. ODD Front 9. LOONATIC (Eng. Ver.) ※限定版のみ収録 | 26位                   | 874枚                  |

## 出演

### テレビ番組
- 「MIXNINE（ミックスナイン、믹스나인）」放送：JTBC、2017年10月～2018年1月、出演：ヒジン、ヒョンジン、ハスル[222][注 49]。
- 「QUEENDOM2（クインダム2、퀸덤2）」放送：Mnet、2022年3月31日～6月2日、出演：メンバー全員

### ウェブドラマ
- 「私たち、初めて会った時覚えてる?」2017年～18年、出演：ヒジン、ヒョンジン、ハスル、ヨジン、ビビ、キムリップ、ジンソル、チェリ

### CM・広告
2017年
- 化粧品ブランド「イニスフリー（innisfree）」出演：今月の少女（LOONA）1/3（ヒジン、ヒョンジン、ハスル、ビビ）[225][226]
- 化粧品ブランド「韓律(ハンユル)」出演：ヒジン[227]
- NEXTMOVE（넥스트무브）社のロールプレイングゲーム「創造の法則（Law of Creation）」出演：ヒジン[228]、ヒョンジン[229]、ハスル[230]、ビビ[231]、ヨジン[232]、キムリップ[233]

2018年
- 化粧品ブランド「エイバジャル（Avajar）」出演：ヒジン[234]
- LGエレクトロニクス 「スマートフォン LG Q7/Q7」出演：ヒジン[235][236]
- ロッテ百貨店「App Storeリニューアルオープン」出演：メンバー全員[237]
- Xth Planet「スナックワールドバーサス（SNACK WORLD VERSUS）」出演：ヒジン[238][239][240][241]

2019年
- ロッテハイマート「金豚年記念セール」出演：ヒジン[242][243]
- 「School Looks」（学校制服ブランド）出演：メンバー全員、2019冬～2020年春[244]
- INNOCEAN Worldwide（이노션 월드와이드）「SUPER ANIMAL FUR」出演：イヴ[245]

### ミュージックビデオ
いずれも、他の歌手の楽曲におけるミュージックビデオである。
- 「Better than Me」歌：ソジョン（Ladies' Code）、2017年、出演：ヒョンジン
- 「悪い奴（나쁜 놈）」歌：ベン、2020年、出演：ヒジン

## 公演

### コンサート
| 年                  | 開催日              | 公演名                                            | 国                  | 国                  | 会場                                           |
| 今月の少女（LOONA） | 今月の少女（LOONA） | 今月の少女（LOONA）                               | 今月の少女（LOONA） | 今月の少女（LOONA） | 今月の少女（LOONA）                            |
| ------------------- | ------------------- | ------------------------------------------------- | ------------------- | ------------------- | ---------------------------------------------- |
| 2018年              | 8月19日             | LOONAbirth                                        | 韓国                | 韓国                | ソウル特別市 オリンピックホール                |
| 2019年              | 8月16・17日         | LOONAVERSE                                        | 韓国                | 韓国                | ソウル特別市 オリンピックホール                |
| 2020年              | 10月20日            | LOOΠΔ ON WAVE [LOOΠΔTHEWORLD : MIDNIGHT FESTIVAL] | オンライン開催      | オンライン開催      | オンライン開催                                 |
| 2021年              | 6月28日             | LOOΠΔ ON WAVE [LOOΠΔTHEWORLD : &]                 | オンライン開催      | オンライン開催      | オンライン開催                                 |
| 2022年              | 2月11日・12日       | LOOΠΔVERSE：FROM                                  | 韓国                | 韓国                | 奨忠体育館                                     |
| 2022年              | 8月1日-9月16日      | 2022 LOONA 1st World Tour : [LOONATHEWORLD]       | アメリカ            | ロサンゼルス        | ザ・ウィルターン                               |
| 2022年              | 8月1日-9月16日      | 2022 LOONA 1st World Tour : [LOONATHEWORLD]       | アメリカ            | サンフランシスコ    | ザ・ミッドウェイ                               |
| 2022年              | 8月1日-9月16日      | 2022 LOONA 1st World Tour : [LOONATHEWORLD]       | アメリカ            | デンバー            | フィルモア・オーディトリアム                   |
| 2022年              | 8月1日-9月16日      | 2022 LOONA 1st World Tour : [LOONATHEWORLD]       | アメリカ            | カンザスシティ      | アップタウン・シアター                         |
| 2022年              | 8月1日-9月16日      | 2022 LOONA 1st World Tour : [LOONATHEWORLD]       | アメリカ            | シカゴ              | ラディアス・シカゴ                             |
| 2022年              | 8月1日-9月16日      | 2022 LOONA 1st World Tour : [LOONATHEWORLD]       | アメリカ            | ルイビル            | オールド・フォレスターズ・パリスタウン・ホール |
| 2022年              | 8月1日-9月16日      | 2022 LOONA 1st World Tour : [LOONATHEWORLD]       | アメリカ            | レディング          | サンタンダー・アリーナ                         |
| 2022年              | 8月1日-9月16日      | 2022 LOONA 1st World Tour : [LOONATHEWORLD]       | アメリカ            | ワシントンD.C.      | MGMナショナル・ハーバー                        |
| 2022年              | 8月1日-9月16日      | 2022 LOONA 1st World Tour : [LOONATHEWORLD]       | アメリカ            | ニューヨーク        | パラディアム・タイムズ・スクエア               |
| 2022年              | 8月1日-9月16日      | 2022 LOONA 1st World Tour : [LOONATHEWORLD]       | アメリカ            | アトランタ          | コカコーラ・ロクシー                           |
| 2022年              | 8月1日-9月16日      | 2022 LOONA 1st World Tour : [LOONATHEWORLD]       | アメリカ            | ダラス              | ミュージック・ホール・アット・フェア・パーク   |
| 2022年              | 8月1日-9月16日      | 2022 LOONA 1st World Tour : [LOONATHEWORLD]       | アメリカ            | ヒューストン        | 713ミュージック・ホール                        |
| 2022年              | 8月1日-9月16日      | 2022 LOONA 1st World Tour : [LOONATHEWORLD]       | メキシコ            | メキシコシティ      | ペプシ・センター                               |
| 2022年              | 8月1日-9月16日      | 2022 LOONA 1st World Tour : [LOONATHEWORLD]       | ポーランド          | ワルシャワ          | アリーナCOSトルバル                            |
| 2022年              | 8月1日-9月16日      | 2022 LOONA 1st World Tour : [LOONATHEWORLD]       | オランダ            | アムステルダム      | AFASライブ                                     |
| 2022年              | 8月1日-9月16日      | 2022 LOONA 1st World Tour : [LOONATHEWORLD]       | ドイツ              | フランクフルト      | ヤーフンデトハレ                               |
| 2022年              | 8月1日-9月16日      | 2022 LOONA 1st World Tour : [LOONATHEWORLD]       | フランス            | パリ                | ル・ゼニット                                   |
| 2022年              | 8月1日-9月16日      | 2022 LOONA 1st World Tour : [LOONATHEWORLD]       | イギリス            | ロンドン            | O2アカデミー・ブリクストン                     |

### ファンミーティング
| 年                  | 開催日              | 公演名                       | 国                  | 会場                |
| 今月の少女（LOONA） | 今月の少女（LOONA） | 今月の少女（LOONA）          | 今月の少女（LOONA） | 今月の少女（LOONA） |
| ------------------- | ------------------- | ---------------------------- | ------------------- | ------------------- |
| 2018年              | 6月2日・3日         | PREMIER GREETING [Line & Up] | 韓国                | YES24ホール         |
| 2019年              | 12月14日            | PREMIER GREETING [Meet & Up] | 韓国                | YES24ホール         |
| 2021年              | 6月27日             | PREMIER GREETING [D&D]       | オンライン開催      | オンライン開催      |

## 受賞歴

### 授賞式
- 2018 MTV EMA（2018 MTV Europe Music Awards）・Best Korea Act部門（2018年11月4日、スペイン）[248]
- 2019 大韓民国ファーストブランド大賞・女性新人アイドル部門（2018年12月19日）[249][250]。
- 2019 放送広告フェスティバルスター賞・CF新人スター賞（2019年7月18日）[251]
- 第3回Soribada Best K-Music Award ・パフォーマンス賞（2019年8月22日）[252]
- 2019Asia Artist Awards・フォーカス賞（포커스상）（2019年11月26日）[253]
- 2020ブランド顧客忠誠度大賞・ライジングスター女性アイドル部門（2020年5月）[254]
- 第4回Soribada Best K-Music Award・新韓流ミュージックホットスター賞 (2020年8月)[255]
- 2020アジアモデルアワーズ・人気スター賞（2020年12月5日）[256]
- 2021ゴールデンディスクアワード・ネクストジェネレーション (2021年1月9日)[257]
- 2021ニューシス韓流エキスポ・ソウル市議会 議長賞(2021年9月16日)[258]

### 音楽番組１位
- So What (2020年3月12日放送 - M COUNTDOWN)
- PTT (Paint The Town) (2021年7月6日放送 - THE SHOW)
- Flip That (2022年6月28日放送 - THE SHOW、29日放送 - SHOW CHAMPION)

## 解散の原因となった所属事務所との契約内容
芸能タレントが、契約内容・待遇を不服として、所属事務所に契約解除を裁判で訴えることは、韓国K-POP業界ではたびたび発生しているが、LOONAが解散したことも、同様の原因である。
K-POP業界では、デビュー前の練習生時代にかかる全ての費用（歌、ダンス、語学のレッスン費用、宿舎代、生活費など）を事務所が負担し、メンバーがデビュー後に、給料から天引きされる形で支払う精算をするビジネスモデルが一般的である。メンバーたちは、収益分配に基づいて決定される給料から、精算に必要な金額を払い終えたら、正式に給料をもらえるようになる。
韓国のニュースサイトDispatchの報道によると、LOONAメンバーだったチュウと、所属事務所Blockberry Creativeが2017年12月に結んだ専属契約の内容は、収益精算が7対3である一方、経費などの費用処理の比率は5対5で締結された（他のメンバーも同様の契約を結んでいた可能性が高い）。これでは、メンバーの取り分はマイナスになることもありえるので、事務所にとって一方的に有利な契約である。2022年1月、チュウはこれを原因に専属契約解除訴訟を申し立て、勝訴した。同年4月に、チュウは個人事務所「株式会社チュウ」を設立した。同月に作成された、専属契約書より優先される効力を持つチュウの追加契約書では、収益の割合がチュウに70％、Blockberryに30％の比率に調整された。さらに、被害を受けた方が5000万ウォンの損害賠償を請求できるという条項や、直ちに契約解除をすることができるという条項も追加された。また、チュウがLOONAの完全体（グループ全体）活動に参加しない権利も明示されていた。この契約書の有効期限は、同年12月31日となっている。契約書の条件のうち損害賠償請求は現実になった。同年5月、グループの楽曲「Flip That」のミュージックビデオ撮影が遅延となり、チュウの個人スケジュールが妨害されたとして、彼女の母親が損害賠償を請求した。チュウは同年1月、初の精算金7000万ウォンを受け取り、同年12月までに受け取った精算額は約2億2000万ウォンとされている。Blockberryの資料によると、LOONAは2016年～2022年10月の間に売上182億ウォン、費用169億ウォンだったが、当初契約の内容では、メンバー全員の取り分は54億ウォンに対して、支払わなければならない費用は84億ウォンなので、マイナス30億ウォン、これを12人で分ければ、1人あたり2億5千万ウォンの借金となってしまう。
2022年11月25日には、BlockberryがチュウをLOONAから除名したと発表した。当時の発表では、「当社のスタッフたちに対するチュウの暴言などパワハラ」が理由だと説明していたが、以前の経緯からして、その説明を鵜吞みにする人はほとんどいなかった。チュウ以外のメンバー11人も、同様の専属契約解除訴訟を申し立て、解散へと至った。
2022年12月に中央日報が配信した作家イム・ミョンムクの寄稿では、「事務所側はグループデビューのためのプロジェクトにかかった莫大な費用を勘案してメンバーが全員同意した事案だと説明した。だが、このグループを応援する人々をはじめ、常識的な人なら次のような疑問を持たざるをえないだろう。ガールズグループが人気を得て数年間どれだけ一生懸命活動しても精算を受けることが難しい構造であることを、彼女たちが最初から知っていてサインしたのだろうか」と述べた。同時期には、類似した事例として、歌手・俳優イ・スンギが、所属事務所HOOK（フック）エンターテインメントから、18年間も彼に正当な対価（数十億ウォンとされる）を払われていなかったことが話題になっていた。
K-POPアイドルは、芸能界デビューというスタート地点に立つために、自身にとって不利な内容な契約でも結んでしまいがちだが、やがて人気を獲得すると、プライドが芽生え、自分の働きに見合った報酬が得られない、地位の向上が見られないなど、不満がたまっていき、契約トラブルへと至ることは、2010年代初頭の時点でも指摘されていた。LOONAも同様のパターンである。

## 解散後の後継グループ
いずれも2023年に結成された。
Loossemble
ヒョンジン、ヨジン、ビビ、ゴウォン、ヘジュ（旧芸名：オリビアヘ）の5人が所属している。
ARTMS
ヒジン、ハスル、キムリップ、ジンソル、チェリの5人が所属している。所属事務所MODHAUSは、LOONA結成時のプロデューサーだったチョン・ビョンギが率いている。